# Współczynnik konwersji
Współczynnik konwersji (wskaźnik konwersji) – wskaźnik efektywności działań marketingowych online. Określa on procent użytkowników wykonujących pożądaną akcję, np. zakup, rejestrację, subskrypcję newslettera lub wypełnienie formularza. Jest kluczowy w ocenie skuteczności kampanii reklamowych oraz działań na stronie internetowej. Wysoki współczynnik konwersji wskazuje na skuteczną strategię marketingową, podczas gdy niski sugeruje potrzebę optymalizacji.

## Metody obliczania współczynnika konwersji
Współczynnik konwersji oblicza się według wzoru:
CR=(liczba konwersji/liczba wizyt)×100%
Na przykład, jeśli strona internetowa zanotuje 1000 wizyt i z tego 50 zakończy się zakupem, współczynnik konwersji wynosi 5%.